# Dorstenia tentaculata
Dorstenia tentaculata är en mullbärsväxtart som beskrevs av Fisch. och Mey.. Dorstenia tentaculata ingår i släktet Dorstenia och familjen mullbärsväxter. Inga underarter finns listade i Catalogue of Life.